# Condado de Chouteau
El condado de Chouteau (en inglés: Chouteau County), fundado en 1865, es uno de los 56 condados del estado estadounidense de Montana. En el año 2000 tenía una población de 5.970 habitantes con una densidad poblacional de una persona por km². La sede del condado es Fort Benton.

## Geografía
Según la Oficina del Censo, el condado tiene un área total de 10 352 km² (3996,9 mi²), de la cual 10 290 km² (3973,0 mi²) es tierra y 62 km² (23,9 mi²) (0.59%) es agua.

### Condados adyacentes
- Condado de Liberty - norte
- Condado de Hill - norte
- Condado de Blaine - este
- Condado de Fergus - sureste
- Condado de Judith Basin - sur
- Condado de Cascade - sur
- Condado de Teton - oeste
- Condado de Pondera - noroeste

## Demografía
En el 2000 la renta per cápita promedia del condado era de $29,150, y el ingreso promedio para una familia era de $32,399. En 2000 los hombres tenían un ingreso per cápita de $22,080 versus $19,318 para las mujeres. El ingreso per cápita para el condado era de $14,851. Alrededor del 20.50% de la población estaba bajo el umbral de pobreza nacional.

## Comunidades

### Ciudad
- Fort Benton

### Pueblos
- Big Sandy
- Geraldine

### Lugares designados por el censo
- Boneau
- Box Elder
- Carter
- Highwood
- Loma
- Parker School